# Christkönigs-Kapelle (Eckartsberga)

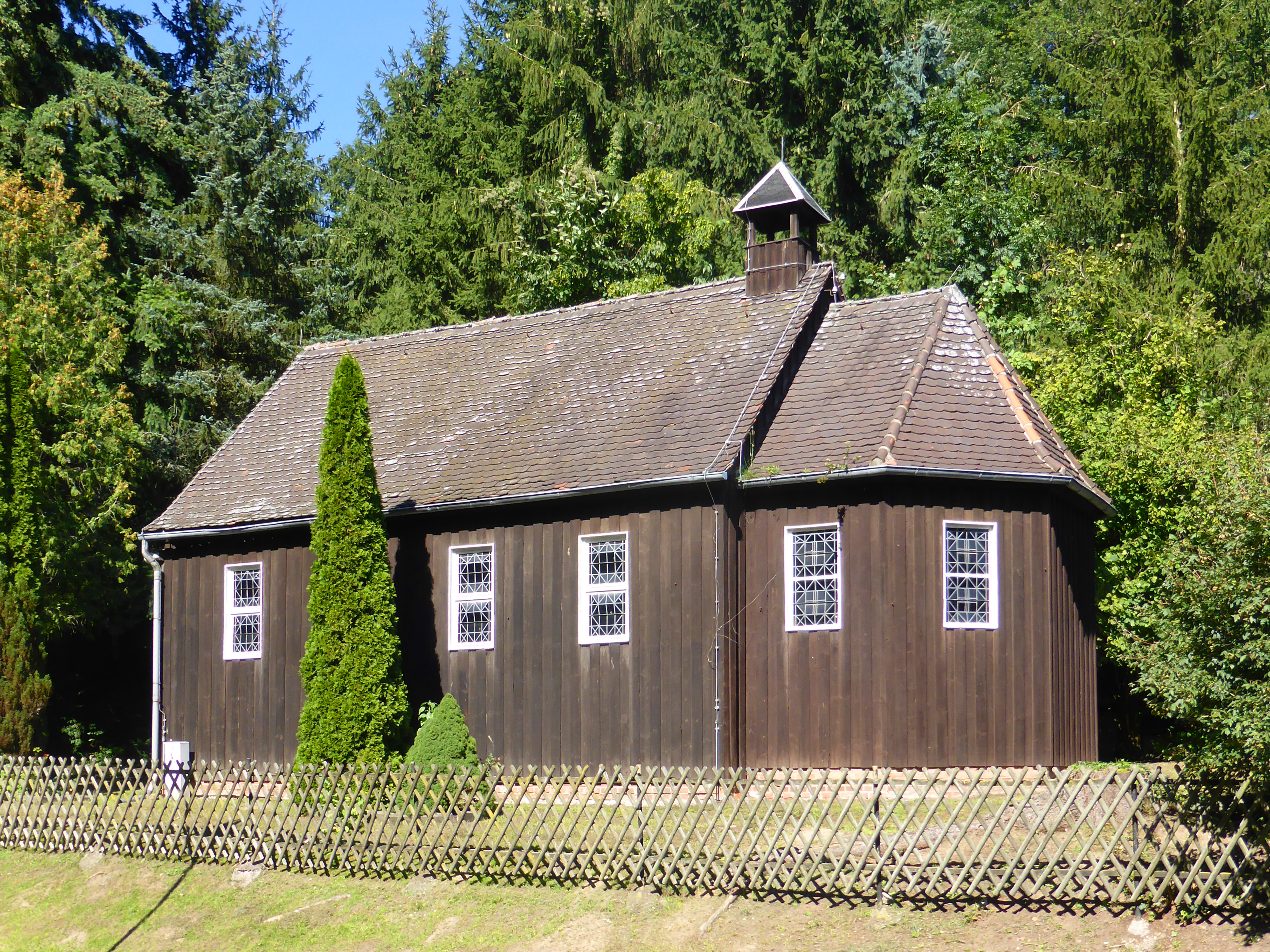
Christkönigs-Kapelle

Die Christkönigs-Kapelle ist das römisch-katholische Gotteshaus in Eckartsberga, einer Kleinstadt im Burgenlandkreis im Süden von Sachsen-Anhalt. Die Kapelle trägt das Patrozinium Christus König und gehört zur Pfarrei St. Peter und Paul mit Sitz in Naumburg (Saale) im Bistum Magdeburg. Das Kapellengebäude steht als Baudenkmal unter der Erfassungsnummer 094 81376 unter Denkmalschutz.

## Geschichte
Durch die Reformation wurden die Bevölkerung und die Kirche von Eckartsberga protestantisch, und das katholische Leben in Eckartsberga erlosch für mehrere Jahrhunderte.
Von Ende der 1920er Jahre an ließen sich wieder Katholiken in größerer Zahl im Raum Eckartsberga nieder. Überwiegend handelte es sich um Landarbeiter aus Polen, die auf den umliegenden Gutshöfen eine Arbeitsstelle gefunden hatten. Der erste katholische Gottesdienst, der nach der Reformation in Eckartsberga stattfand, wurde am 4. Mai 1930 in einem Saal der Gaststätte Ratskeller gefeiert. Später fanden die Gottesdienste zeitweise im Gasthof Zum Franziskaner statt.
1934 erfolgte der Kauf des Baugrundstücks für die Christkönigs-Kapelle, mit ihrem Bau wurde im September 1934 begonnen. Am Christkönigsfest, dem 28. Oktober 1934, fand die Benediktion der Kapelle durch Dechant Karl Hesse aus Naumburg statt. 1938 wurde das Kapellengrundstück durch einen Zukauf erweitert.
Mit Urkunde vom 30. Dezember 1939 wurde die Pfarrvikarie Bad Kösen-Eckartsberga errichtet, die zur Pfarrei Naumburg im Dekanat Halle (Saale) gehörte. Vikar Anton Kemna wurde ihr erster Seelsorger, hatte jedoch zunächst seinen Dienstsitz in Naumburg. Durch die Errichtung der Pfarrvikarie Bad Kösen-Eckartsberga wurde Pfarrvikar Kemna unabkömmlich gestellt und nicht zum Militär eingezogen. Gottesdienste hielt Pfarrvikar Kemna in Bad Kösen und Eckartsberga. Sein Nachfolger wurde Karl Fromme. Von 1943 bis Sommer 1945 erhöhten Evakuierte vom Niederrhein die Katholikenzahl der Pfarrvikarie Bad Kösen-Eckartsberga.
Von 1945 an brachte die Flucht und Vertreibung Deutscher aus Mittel- und Osteuropa wieder eine große Zahl an Katholiken in die Pfarrvikarie Bad Kösen-Eckartsberga, so dass die Pfarrvikarie Bad Kösen-Eckartsberga 1947 über 5000 Mitglieder hatte und eine Teilung der Pfarrvikarie notwendig geworden war. Pfarrvikar Fromme war bereits am 17. Mai 1945 von Naumburg nach Bad Kösen umgezogen.
Am 2. November 1948 wurde Pfarrer Vinzenz Hartmann zum ersten Kuratus der neuerrichteten Kuratie Eckartsberga ernannt, die rund 1200 Katholiken umfasste. Er nahm zunächst Wohnung in Bad Kösen, konnte aber bereits im Dezember 1948 nach Eckartsberga umziehen, wo er eine Wohnung in der Ernst-Thälmann-Straße bekam.
Am 1. Juli 1953 wurde das Dekanat Naumburg-Zeitz errichtet, dem die Kuratie Eckartsberga als Tochtergemeinde der Pfarrei Naumburg angeschlossen wurde. Durch Abwanderung war die Zahl der Katholiken in der Kuratie Eckartsberga bis Ende 1954 auf rund 850 abgesunken.
1970 betrug die Zahl der Katholiken in der Kuratie Eckartsberga nur noch rund 450. Nachdem Kuratus Hartmann 1973 mit 71 Jahren in den Ruhestand trat und in die BRD übersiedelte, bekam die Kuratie Eckartsberga keinen ortsansässigen Priester mehr, und die Seelsorge in Eckartsberga wurde von Geistlichen aus Bad Kösen übernommen.
Am 8. Juli 1994 wurde das Bistum Magdeburg gegründet, und die Zugehörigkeit der Kuratie Eckartsberga wechselte vom Erzbistum Paderborn zum Bistum Magdeburg.
Am 1. März 2006 wurde der Gemeindeverbund Naumburg – Bad Kösen – Freyburg – Laucha – Osterfeld errichtet, dem auch die Kuratie Eckartsberga angehörte.
Am 1. Januar 2009 wurde das Dekanat Merseburg gegründet, dem Eckartsberga bis zur Auflösung der Dekanatsstrukturen im Bistum Magdeburg am 1. September 2023 angehörte. Das bisherige Dekanat Naumburg-Zeitz war zum Jahresende 2008 aufgelöst worden.
Aus dem Gemeindeverbund entstand am 2. Mai 2010 die heutige Pfarrei St. Peter und Paul mit Sitz in Naumburg, zu der neben der Christkönigskapelle in Eckartsberga auch die Kirchen Christkönig in Bad Kösen, St. Peter und Paul in Naumburg und St. Elisabeth in Roßbach gehören. Die damals ebenfalls zur Pfarrei St. Peter und Paul gehörenden Kapellen in Freyburg, Klosterhäseler, Laucha an der Unstrut und Osterfeld wurden inzwischen profaniert.

## Lage, Architektur und Ausstattung
Die Kapelle steht an der Marienthaler Straße, am Ortsausgang in Richtung Marienthal. Der Entwurf für die Kapelle stammte von Baumeister Hugo Weber aus Naumburg.
Die Kapelle steht parallel zur Marienthaler Straße auf einem Sockel aus Mauerziegeln und wird von einem Dachreiter bekrönt. An die fensterlose Nordostseite der Kapelle ist die Sakristei angebaut.
Das Gotteshaus wird durch ein Portal an der Nordwestseite erschlossen. Der Innenraum wird von einer hölzernen Flachdecke abgeschlossen. Im leicht eingezogenen Altarraum hängt ein kleines Hängekreuz. An der Rückwand des Altarraums steht der Tabernakel. Die Kreuzwegstationen hängen an den beiden Längsseiten des Kirchenschiffes. Vor einer Kopie des Gnadenbildes Unserer Lieben Frau von der immerwährenden Hilfe können Opferkerzen aufgestellt werden.